# 司法省法学校

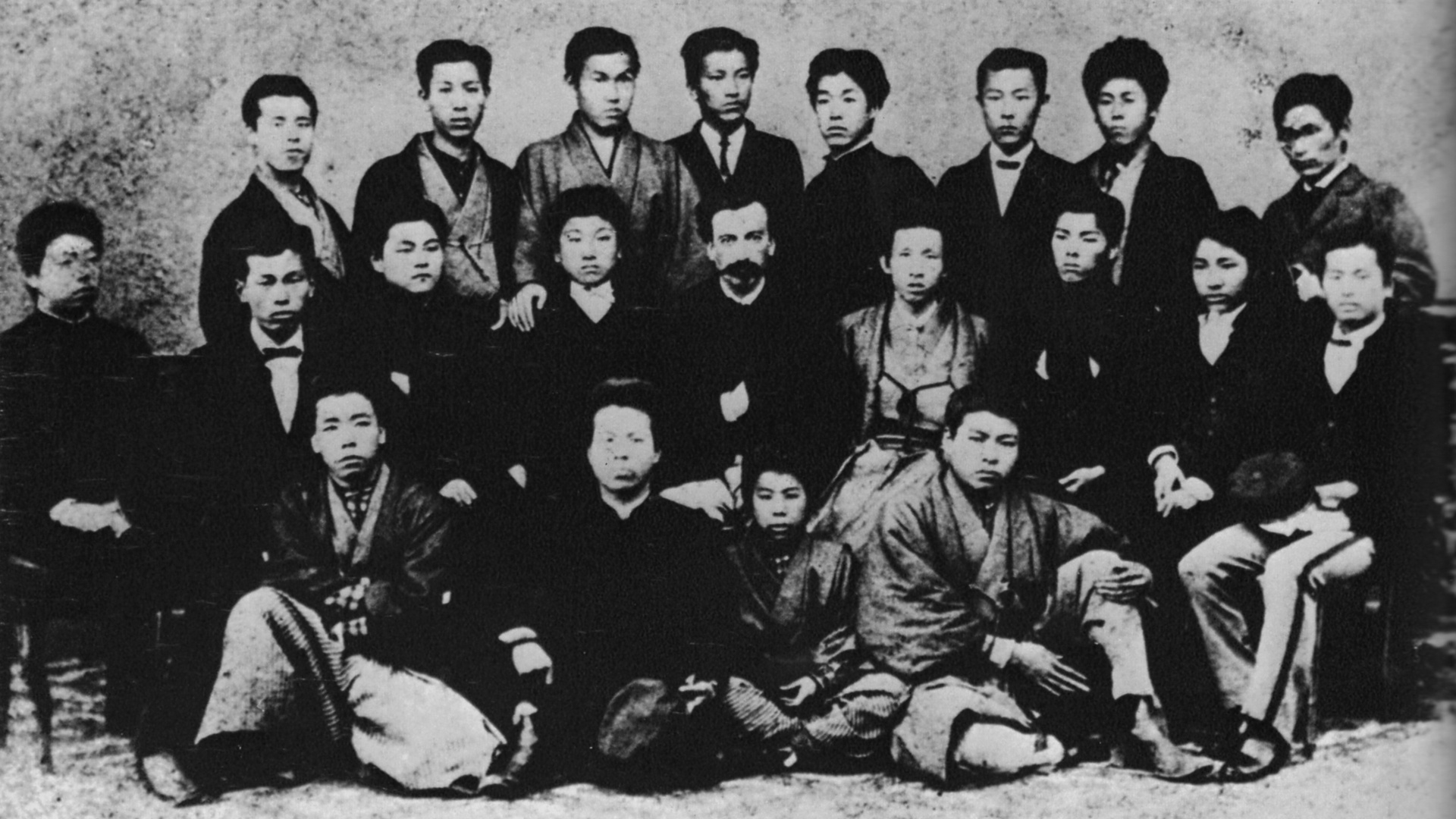
司法省法学校第一期生（前列左端が宮城浩蔵、前列右端が井上操、中列右端が岸本辰雄、後列左から3人目が小倉久）

司法省法学校（しほうしょうほうがっこう、1875-1884）は、明治初期に司法省が管轄した明法寮を起源にもち、フランス法を専門とする司法官養成のための教育機関である。単に「法学校」とも書かれる。
のちに文部省移管により東京法学校、次いで東京大学法学部仏法科に発展解消した。

## 概要
時の司法卿江藤新平の主導により設立された。
1886年（明治19年）に帝国大学が成立する前までは、東京大学（旧制）、工部省工部大学校、開拓使札幌農学校、農商務省駒場農学校とともに、「学士」の称号を与えることが出来る限られた高等教育機関であった。卒業生は、西洋近代法を修得した最初の世代であり、その多くは裁判官・検察官として明治期の日本の司法を支えた。
第一期生はギュスターヴ・エミール・ボアソナードによる旧民法などの法典編纂に協力し、民法典論争においては断行派の中核となった。また、第一期・第二期卒業生の多くが、フランス法系私立法律学校の創立者や校長、講師になっている。
第三期生までは生徒全員が官費生であったが、第四期生から一部私費生となった。8年制（予科4年、本科4年）の「正則科」の他に、日本語により2年ないし3年間の法学教育を行った「速成科」もおかれ、第三期生まで教育を行った。
司法省法学校としては第四期生が最後の生徒で、1884年に文部省に移管された後、開成学校を前身とする東京大学法学部（旧制）と統合され、1885年には東京大学法学部仏法科となる。

## 歴史

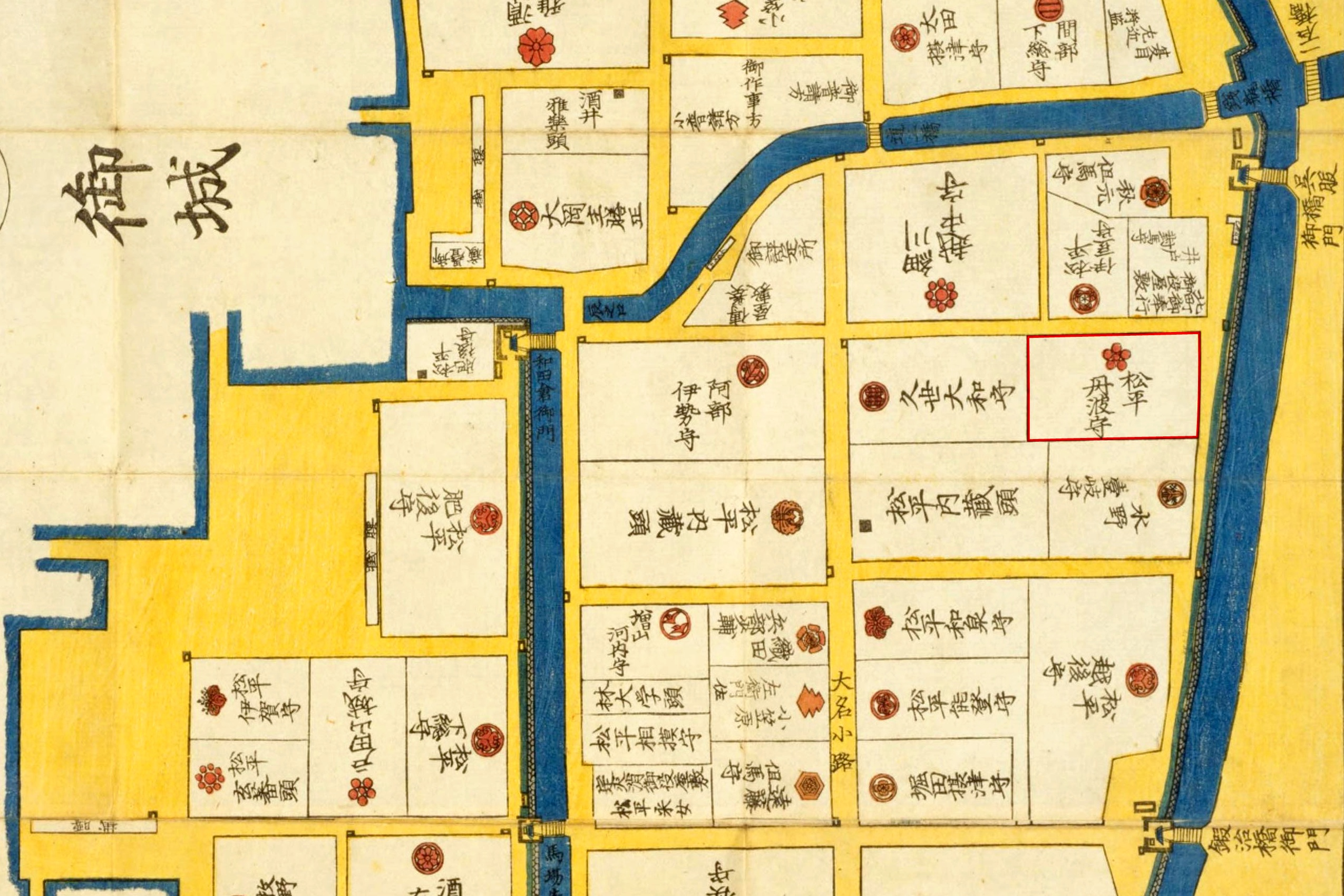
司法省法学校の校地となった旧信濃松本藩邸（赤枠内）

- 1871年（明治4年）9月フランス語とフランス法の研究教育を目的として司法省明法寮創設。衣食住のほか、授業料も無料で小遣いが支給されるという特別の待遇で全国からエリートを集めることとし、入学試験は、フランス語と漢語と定められた。
- 1872年（明治5年）7月司法省明法寮に第一期生20名が入学。入学者のうち、大学南校出身者が9名、うち貢進生が6名であった[1]。当初は定員100名を想定していたが、予算の関係から縮減された。途中で生徒の一部が中退し、新たに募集が行われたため、在籍者の総計は36名になる。法学教育を担当したのは、フランス人御雇い外国人のボアソナードとジョルジュ・ブスケである。フランス語の教育は、事前にアンリ・ド・リブロールが施した。
- 1875年（明治8年）5月に司法省所管の法学校となった。麹町区永楽町の司法省敷地内にあった旧信濃国松本藩（松平丹波守）邸の建物を使用。
- 同年8月に7名をフランス（パリ大学）に司法省官費留学生として派遣。
- 1876年（明治9年）7月に第一期生20名が卒業。この時点では法律学士の称号を授与する権能を司法省法学校が有していなかったため、法律学士の称号授与は行われなかった。第一期生卒業を受け、第二期生が入学。第二期生以降は修業年限が8年（予科4年、本科4年）となった。また、定員が20名から100名に増員された。予科はフランス語を中心とする普通教育、本科ではフランス語による法学教育が行われた。法学教育を担当したのは、フランス人御雇い外国人ジョルジュ・アッペールである。
- 1879年（明治12年）賄征伐事件により、原敬、陸羯南等16名が放校処分となったため、翌年にかけて補欠入学者の募集が行われ、梅謙次郎、手塚太郎、田部芳等6名が入学した。
- 1880年（明治13年）9月に第三期生53名が入学。
- 1884年（明治17年）7月第二期生卒業。入学生104名中、卒業生は37名（法律学士33名、成業4名）である。
- 同年10月第四期生75名が入学。
- 同年11月には、第一期生20名及び1875年フランスへ留学した5名（客死した2名を除く）に対しても「法律学士」の称号が与えられた（東京大学法学部卒業生の称号は「法学士」であった）[2]。
- 同年12月に文部省に移管されて東京法学校となる[3]。
- 1885年（明治18年）9月に東京大学法学部に統合。統合に伴い、在校生は東京大学法学部仏法科に移管され、中途退学者を除き1888年（明治21年）以降、帝国大学法科大学仏法科を卒業しているが、卒業生は第三期生36名、第四期生36名である。

### 速成科
- 1877年（明治10年）7月、正則科の修業年限が8年に延ばされたことから、日本語による裁判官の速成教育のため、修業年限2年の速成科を創設。第一期生50名入学。12月1名補欠入学。授業はボアソナード等のフランス人教師の授業を正則科第一期生が訳述、又は正則科第一期生によった。フランス法の講義の他、判決文を書く「擬律擬判」が行われた。
- 1879年（明治12年）12月、第一期生47名卒業（卒業証書授与39名、成業8名）。
- 1880年（明治13年）2月、第二期生141名入学。修業年限を3年に延長。
- 1883年（明治16年）7月、第二期生101名卒業（卒業証書授与92名、成業8名、再入学の上1年後卒業証書授与1名）
- 同年10月、第三期生209名入学。
- 1885年（明治18年）10月、12名[4]繰上卒業。
- 1886年（明治19年）4月、東京大学法政学部別科生徒47名を移管。
- 同年11月、第二回判事登用試験合格者24名卒業。
- 1887年（明治20年）6月、速成科生徒を対象とする臨時判事登用試験が行われ、77名が合格。
- 同年10月、第三期生151名に卒業証書授与（繰上卒業者を含め、第三期生の卒業者計187名）。

## 主な出身者
第一期生
1875年（明治8年）司法省官費留学生
- 木下広次 - 帝国大学法科大学教授、第一高等中学校校長、京都帝国大学初代総長
- 熊野敏三 - 旧民法編纂者、大審院判事
- 井上正一 - 衆議院議員、東京控訴院検事、大審院部長判事
- 磯部四郎 - 旧民法編纂者、大審院検事・判事、衆議院議員、貴族院勅選議員
- 栗塚省吾 - 司法省刑事局長・民事局長、大審院検事・部長判事、衆議院議員

1876年（明治9年）司法省官費留学生
- 宮城浩蔵 - 明治法律学校創立者、衆議院議員
- 小倉久 - 関西法律学校創立者・初代校長、和歌山県・徳島県・富山県・大分県・岐阜県知事
- 岸本辰雄 - 明治法律学校（明治大学）創立者・初代校長、大審院判事、東京弁護士会会長

司法省出仕他
- 加太邦憲 - 大阪控訴院院長、貴族院勅選議員、関西法律学校校長
- 木下哲三郎 - 大審院判事
- 内藤直亮 - 東京控訴院判事、明治法律学校講師
- 井上操 - 大阪控訴院判事、関西法律学校（関西大学）創立者
- 大島誠治 - 東京仏学校（法政大学）校長、文部大臣秘書官、第四高等学校（金沢大学）初代校長
- 岩野新平 - 東京控訴院検事、大審院検事・判事
- 一瀬勇三郎 - 広島控訴院検事長・院長、函館控訴院院長、関西法律学校校長
- 高木豊三 - 大審院判事、司法次官、貴族院勅選議員
- 杉村虎一 - 駐メキシコ公使、駐スウェーデン公使、駐ドイツ大使、明治大学理事
- 矢代操 - 明治法律学校創立者、貴族院議事課長

第二期生
- 梅謙次郎 - 民法・商法起草者、東京帝国大学法科大学長、法制局長官、文部総務長官、和仏法律学校校長、法政大学初代総理
- 河村譲三郎 - 司法次官、大審院部長、貴族院勅選議員
- 秋月左都夫 - 読売新聞社社長
- 桜井一久 - 衆議院議員
- 鶴丈一郎 - 大審院判事、大審院部長
- 手塚太郎 - 名古屋控訴院検事長、長崎控訴院長
- 富谷鉎太郎 - 大審院院長、貴族院勅選議員、明治大学学長
- 前田孝階 - 東京地方裁判所長、宮城控訴院長
- 小宮三保松 - 大審院検事、李王職次官
- 田部芳 - 商法起草者、大審院検事、大審院部長
- 鶴見守義 - 大審院判事、関西法律学校創立者
- 河村善益 - 東京控訴院検事長、貴族院勅選議員、関西法律学校学長
- 寺尾亨 - 東京帝国大学教授
- 飯田宏作 - 東京控訴院判事、和仏法律学校（法政大学）校長、東京弁護士会会長
- 志方鍛 - 大審院判事、広島控訴院長、関西法律学校学長創立者
- 松室致 - 検事総長、司法大臣、貴族院勅選議員、枢密顧問官、法政大学初代学長
- 小笠原貞信 - 衆議院議員、福島民報初代社長
- 掛下重次郎 - 大審院判事・検事
- 古賀廉造 - 刑法起草者、大審院検事・判事、貴族院勅選議員
- 池田輝知 - 旧因幡国鳥取藩主家池田氏第13代当主
- 水上長次郎 - 名古屋・大阪控訴院長、貴族院勅選議員、関西法律学校第2代校長
- 山崎恵純 - 京都弁護士会会長、京都法学校創設者
- 渡辺暢 - 朝鮮高等法院長、貴族院勅選議員
- 末弘厳石 - 大審院判事

「賄征伐事件」中途退学者
- 原敬 - 内閣総理大臣
- 加藤拓川 - 衆議院議員、駐ベルギー公使、貴族院勅選議員
- 陸羯南
- 国分青厓
- 福本日南

第三期生
- 横田秀雄 - 大審院院長、明治大学総長
- 亀井英三郎 - 警視総監、貴族院勅選議員
- 水町袈裟六 - 大蔵次官、日本銀行副総裁、会計検査院長、枢密顧問官、横浜正金銀行頭取、法政大学総長
- 両角彦六 - 衆議院議員
- 田代律雄 - 大審院判事
- 木下友三郎 - 行政裁判所部長、明治大学学長・総長
- 草鹿甲子太郎 - 衆議院議員

第四期生
- 若槻礼次郎 - 第25・28代内閣総理大臣、大蔵大臣、内務大臣、ロンドン海軍軍縮会議首席全権、法政大学顧問
- 安達峰一郎 - 常設国際司法裁判所第2期判事・第4代所長、オランダ国葬で送られる
- 荒井賢太郎 - 農商務大臣、貴族院勅選議員、枢密院副議長
- 小川平吉 - 司法大臣、鉄道大臣
- 織田萬 - 京都帝国大学教授、常設国際司法裁判所第1期判事、関西大学学長、財団法人立命館名誉総長
- 岡村司 - 京都帝国大学教授
- 勝本勘三郎 - 京都帝国大学教授
- 手島兵次郎 - 台湾総督府法務局長、覆審法院検察官長
- 堀口九萬一 - 外交官
- 棟居喜九馬 - 逓信省参事官
- 森正隆 - 各県知事、貴族院勅選議員
- 山香二郎吉 - 大審院判事
- 湯河元臣 - 逓信次官
- 赤沼金三郎

速成科
第一期生
- 倉富勇三郎 - 刑法起草者、法制局長官、貴族院勅選議員、枢密院議長
- 矢野茂 - 広島控訴院検事長
- 藤堂融 - 大審院検事、名古屋・大阪控訴院検事長
- 川目亨一 - 大審院検事、宮城訴院検事長

第二期生
- 尾立維孝 - 台湾総督府法院覆審院検察官長
- 川淵龍起 - 函館・広島・宮城控訴院検事長、広島市長
- 北川信従 - 長崎市長、栃木・新潟県知事
- 大戸復三郎 - 衆議院議員

第三期生
- 松田協輔 - 大審院検事、尾道市長
- 国分三亥 - 朝鮮総督府司法部長官
- 松本強二 - 衆議院議員

## 関連文献
- 松尾章一 「明治政府の法学教育 : 明法寮と司法省法学校の史料を中心として」（『法学志林』第64巻第3・4号、法政大学法学志林協会、1967年3月、NAID 40003468114）
- 「法学校・東京法学校」（東京大学百年史編集委員会編 『東京大学百年史 通史一』 東京大学出版会、1984年3月、ISBN 4130010514）
- 「仏語系法学人材の系譜」（飯田史也著 『近代日本における仏語系専門学術人材の研究』 風間書房、1998年2月、ISBN 4759910778）
- 「司法省法学校」（鈴木正裕著 『近代民事訴訟法史 日本2』 有斐閣、2006年8月、ISBN 4641134693）